# Migration planétaire
Une migration planétaire, ou migration orbitale, a lieu lorsqu'une planète interagit avec le disque de gaz ou les planétoïdes en orbite autour d'une étoile. Cette interaction résulte en une modification des paramètres orbitaux de l'objet, en particulier de son demi-grand axe. Le phénomène de la migration planétaire est l'explication la plus commune apportée à l'existence des Jupiters chauds, des planètes extrasolaires d'une masse jovienne mais d'une période orbitale de quelques jours seulement.
Ce phénomène est également invoqué dans la théorie des planètes océans.

## Types de migration

### Migration de type I
La migration planétaire de type I se produit lorsqu'un embryon de planète, de masse semblable à la masse de la Terre, interagit avec les ondes de densité qu'il crée dans le disque de gaz ou de planétésimaux environnant. Généralement, la planète perd du moment angulaire en interagissant avec ces ondes, ce qui provoque une migration vers l'intérieur (vers l'étoile hôte) relativement rapide comparée à la durée de vie du disque (qui est typiquement d'environ un million d'années).

### Migration de type II
Les planètes de masse supérieure à environ 10 fois la masse de la Terre créent un "trou" annulaire dans le disque, c'est-à-dire une région de moindre densité, ce qui met fin à la migration de type I. Si la planète est suffisamment massive pour créer une région annulaire de densité négligeable sur une largeur importante, une certaine quantité de gaz d'en dehors de cette région parvient tout de même à atteindre la sphère de Hill de la planète, contribuant à son accroissement.

### Migration de type III
La migration s'emballe quand le déficit de masse dans la région coorbitale devient supérieur à la masse de la planète.